# Magdalena Młot
Magdalena Młot, po mężu Maniak (ur. 6 lipca 1982 w Tarnowie) – polska piłkarka ręczna, medalistka mistrzostw Polski, reprezentantka Polski.

## Kariera sportowa
Była wychowanką MKS Pałacu Młodzieży Tarnów, następnie grała w SMS Gliwice. W barwach Vitaralu Jelfa Jelenia Góra zdobyła dwa brązowe medale mistrzostw Polski (2004, 2005), z Zagłębiem Lubin sięgnęła po wicemistrzostwo Polski w 2006 i brązowy medal mistrzostw Polski w 2007.
W reprezentacji Polski debiutowała 1 września 2000 w towarzyskim spotkaniu z Ukrainą. W 2005 wystąpiła na mistrzostwach świata, zajmując z drużyną 19 miejsce. Ostatni raz wystąpiła w biało-czerwonych barwach 8 kwietnia 2006 w towarzyskim spotkaniu z Francją. Łącznie w reprezentacji wystąpiła 65 razy, zdobywając 141 bramek.
W 2007 zakończyła karierę sportową.